# جائزة أستراليا الكبرى للدراجات النارية 2018
جائزة أستراليا الكبرى للدراجات النارية 2018 هو سباق دراجات نارية أقيم بتاريخ 28 أكتوبر 2018 في حلبة الجائزة الكبرى بجزيرة فيليب، فيكتوريا. كان الجولة السابعة عشر من أصل 19 في سباق الجائزة الكبرى للدراجات النارية موسم 2018. فاز مافريك فيناليس بفئة الموتو جي بي بينما جاء أندريا يانوني في المركز الثاني وحصل على المركز الثالث أندريا دوفيزيوسو. فاز بفئة الموتو 2 براد بيندر بينما فاز بفئة الموتو 3 الإسباني ألبرت أريناس.